# 拉米罗·德莱昂·卡皮奥
拉米罗·德·莱昂·卡皮奥（西班牙語：Ramiro de León Carpio；1942年1月12日—2002年4月16日），危地马拉的政治家，1993年至1996年任危地马拉总统。